# Cheshmeh Rūbāh
Cheshmeh Rūbāh (persiska: چشمه روباه, چَشمِه ريبات, چَشمِه روباه, چِشمِه رُباط, Rūbāh, روباه) är en ort i Iran.   Den ligger i provinsen Kurdistan, i den nordvästra delen av landet, 300 km väster om huvudstaden Teheran. Cheshmeh Rūbāh ligger 1 787 meter över havet och antalet invånare är 237.
Terrängen runt Cheshmeh Rūbāh är lite kuperad, och sluttar österut. Runt Cheshmeh Rūbāh är det ganska tätbefolkat, med 58 invånare per kvadratkilometer. Närmaste större samhälle är Gīlaklū, 10,2 km sydost om Cheshmeh Rūbāh. Trakten runt Cheshmeh Rūbāh består i huvudsak av gräsmarker.